# Minusculele grecești

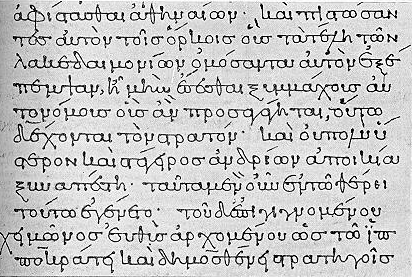
Un manuscris bizantinian care a fost scris cu minuscule grecești, datând din secolul al X -lea.

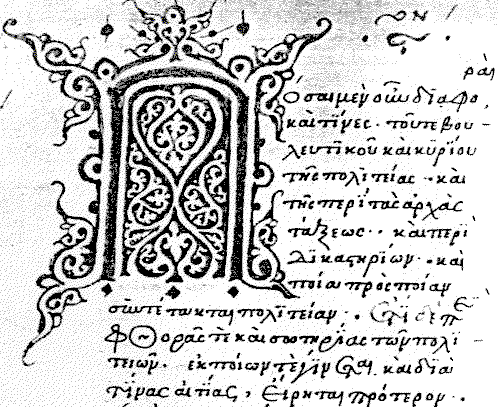
Un manuscris din secolul al XV -lea.

Minusculele grecești au apărut în manuscrisele Imperiului Bizantin între secolele IX și X.
Scrierea minusculă a fost un gen de scriere de codice cu caractere mici care s-a folosit din secolele VIII-IX e.n. până pe la jumătatea secolului XV, când, în Europa, și-a făcut apariția tiparul cu litere mobile. Minusculele se puteau scrie mai rapid și mai adunat. Astfel, se economisea nu numai timp, ci și pergament.
Cele mai vechi minuscule grecești le găsim într-un manuscris din secolul al IX-lea e.n., mai exact anul 835, un text cu cele patru evanghelii, cunoscut ca Evangheliile Uspenski. Înainte de descoperirea lui, textul cu cele mai vechi minuscule grecești era tot un evangheliar manuscris, din anul 964. Cercetătorii care s-au uitat la Evangheliile Uspenski afirmă că, având în vedere siguranța, cursivitatea și regularitatea scrisului, probabil s-au folosit minuscule cu cel puțin câteva decenii înainte.
Bazându-se pe minusculele grecești, a fost creat un alfabet special, zis glagolitic, utilizat pentru a traduce Evanghelia și cartea de legi bizantină în slava veche bisericească.